# Vida de Joseph Smith Jr. de 1831 a 1834
A Vida de Joseph Smith Jr. de 1831 a 1834 abrange o período em que Joseph Smith Jr. mudou-se com a família para Kirtland, no estado do Ohio, em 1831. Joseph Smith Jr. foi um religioso e político norte-americano, restaurador do Movimento dos Santos dos Últimos Dias - conhecido como Mormonismo - e uma importante figura política do leste do país. Era conhecido por seus seguidores como profeta, vidente e revelador da parte de Deus.
Até 1831, Joseph Smith Jr. já havia traduzido o Livro de Mórmon e estabelecido o Movimento dos Santos dos Últimos Dias. A princípio, o movimento recebeu o nome de "Igreja de Cristo", mas este foi alterado para A Igreja de Jesus Cristo dos Santos dos Últimos Dias.

## Vida em Kirtland
Após afirmar que havia recebido revelação divina, Joseph e Emma Smith, sua esposa, mudaram-se para Kirtland, no estado norte-americano do Ohio, no início de 1831. Pensava-se que tal mudança serviria para evitar conflitos e perseguição religiosa, até então sofrida em Nova Iorque e Pensilvânia.
Joseph e Emma viviam com a família de Isaac Morley, enquanto a casa da família estava em construção na fazenda Morley, onde trabalhavam. Muitos dos Santos dos Últimos Dias acompanharam Smith durante sua mudança para Kirtland. Muitos deles permaneceram na cidade, outros se estabeleceram no Condado de Jackson, no Missouri, onde Joseph Smith disse que foi instruído por revelação para edificar Sião no lugar.

## Conflitos

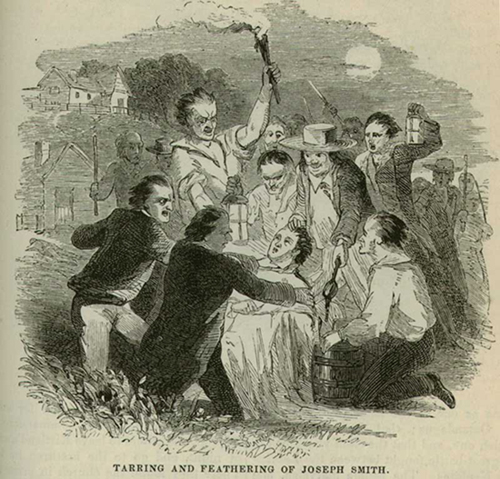
Em 1832, uma multidão agrediu ferozmente Joseph Smith Jr. e Sidney Rigdon, quem foram cobertos de piche e penas de ave.

Mesmo com a mudança para Kirtland, Joseph Smith e outros líderes mórmons não conseguiram evitar conflitos com não-mórmons por muito tempo. Em 1832, ele e Sidney Rigdon foram agredidos ferozmente por uma multidão, e tiveram seus corpos cobertos de piches e penas de aves.
De acordo com contas registradas do evento, a multidão quebrou a porta da frente da casa onde vivia Smith e a família, tomou o filho mais velho de seus braços e o arrastou para fora da sala, deixando a criança exposta em uma cama portátil e ameaçando Emma Smith de estupro e assassinato. A criança foi derrubada da cama para o chão na porta da casa e Joseph Smith foi retirado à força de sua casa. A criança morreu cinco dias após o evento.